# Premnotrypini
Premnotrypini es una tribu de insectos coleópteros curculiónidos pertenecientes a la subfamilia Entiminae.  

## Géneros
- Microtrypes
- Premnotrypes
- Rhinotrypes